# Annona dodecapetala
Annona dodecapetala este o specie de plante angiosperme din genul Annona, familia Annonaceae, descrisă de Jean-Baptiste de Lamarck. Conform Catalogue of Life specia Annona dodecapetala nu are subspecii cunoscute.